# Phrynobatrachus phyllophilus
Espèce
Statut de conservation UICN

 LC  : Préoccupation mineure
Phrynobatrachus phyllophilus est une espèce d'amphibiens de la famille des Phrynobatrachidae.

## Répartition
Cette espèce se rencontre en Côte d'Ivoire, en Guinée, au Liberia et en Sierra Leone,.

## Publication originale
- Rödel & Ernst, 2002 : A new Phrynobatrachus from the Upper Guinean rain forest, West Africa, including a description of a new reproductive mode for the genus. Journal of Herpetology, vol. 36, p. 561-571.